# Arrondissement de Sceaux
L'arrondissement de Sceaux est une ancienne subdivision administrative française du département de la Seine créée le 17 février 1800 et supprimée par la loi du 10 juillet 1964.

## Histoire et décomposition en cantons
Sceaux fut érigée en 1800 en l'une des sous-préfectures du département de la Seine, supprimé par la loi du 10 juillet 1964, qui créa le département de Paris et les trois départements de la petite couronne. Cette première sous-préfecture fut partiellement supprimée le 2 avril 1880, l’arrondissement de Sceaux étant conservé mais administré directement par le préfet de la Seine (il n’y a donc plus de sous-préfet de Sceaux).
L'arrondissement, initialement constitué des quatre cantons de Charenton-le-Pont, Sceaux, Villejuif et Vincennes, a été redécoupé en 9 cantons en 1893 :
1. Canton de Vincennes, constitué des communes de Vincennes, Fontenay-sous-Bois et  Saint-Mandé ;
2. Canton de Montreuil, constitué de la seule commune de Montreuil ;
3. Canton de Charenton-le-Pont, constitué des communes de Charenton-le-Pont, Alfortville, Maisons-Alfort, Saint-Maurice ;
4. Canton de Nogent-sur-Marne, constitué des communes de Nogent-sur-Marne, Bry-sur-Marne, Champigny-sur-Marne, le Perreux ;
5. Canton de Saint-Maur-des-Fossés, constitué des communes de Saint-Maur-des-Fossés, Bonneuil-sur-Marne, Créteil, Joinville-le-Pont ;
6. Canton de Villejuif, constitué des communes de Villejuif, Arcueil, Chevilly-Larue, Fresnes, Gentilly, l'Hay-les-Roses, Rungis.
7. Canton d'Ivry-sur-Seine, constitué des communes d'Ivry-sur-Seine, Choisy-le-Roi, Orly, Thiais, Vitry-sur-Seine.
8. Canton de Sceaux, constitué des communes de Sceaux, Antony, Bagneux, Bourg-la-Reine, Châtenay-Malabry, Clamart, Fontenay-aux-Roses, Montrouge, Le Plessis-Robinson (alors dénommé Plessis-Piquet) ;
9. Canton de Vanves, constitué des communes de Vanves, Châtillon, Issy-les-Moulineaux, Malakoff[3].

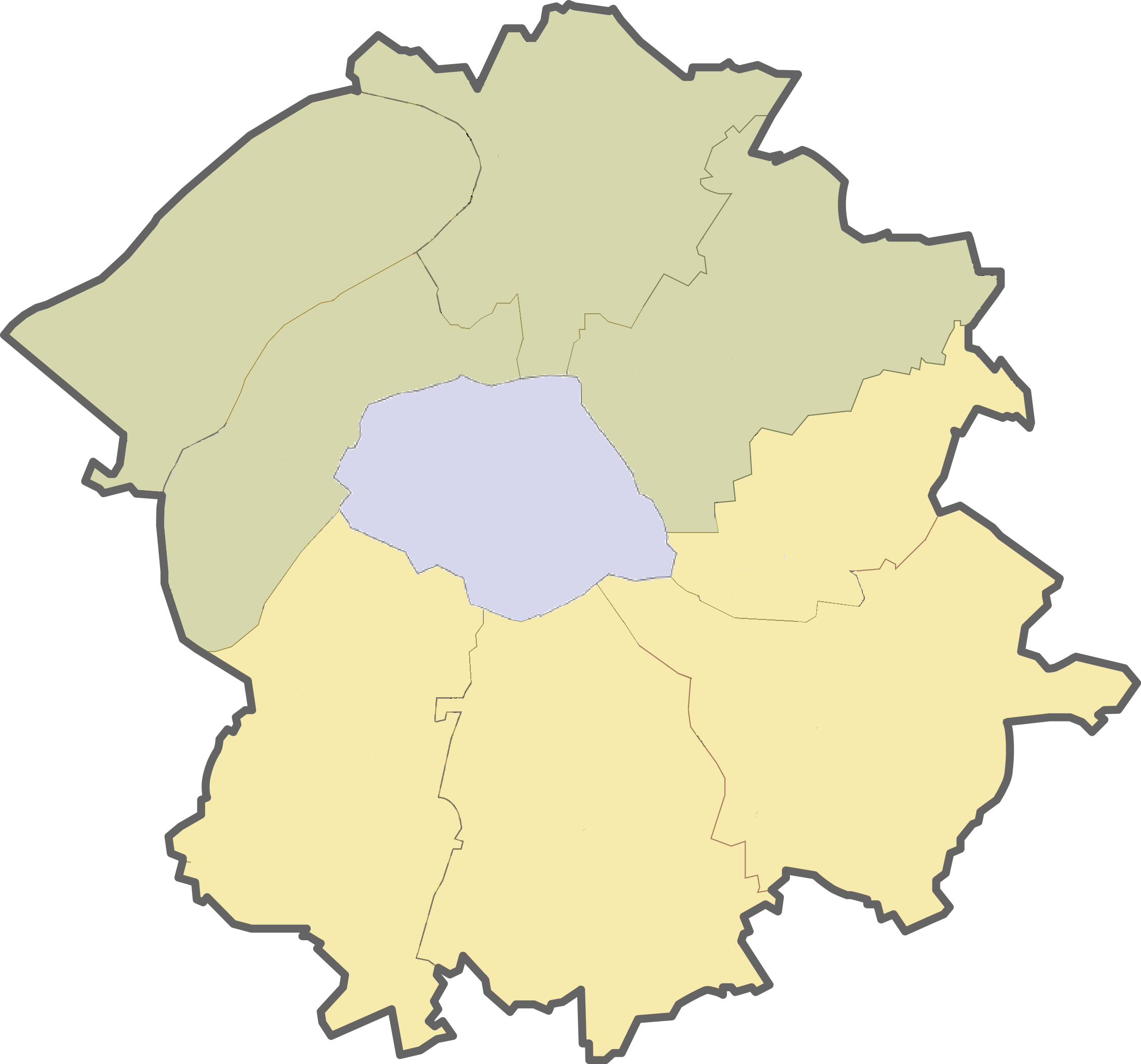
Arrondissements entre 1800 et 1860 (du 25 fructidor an IX)
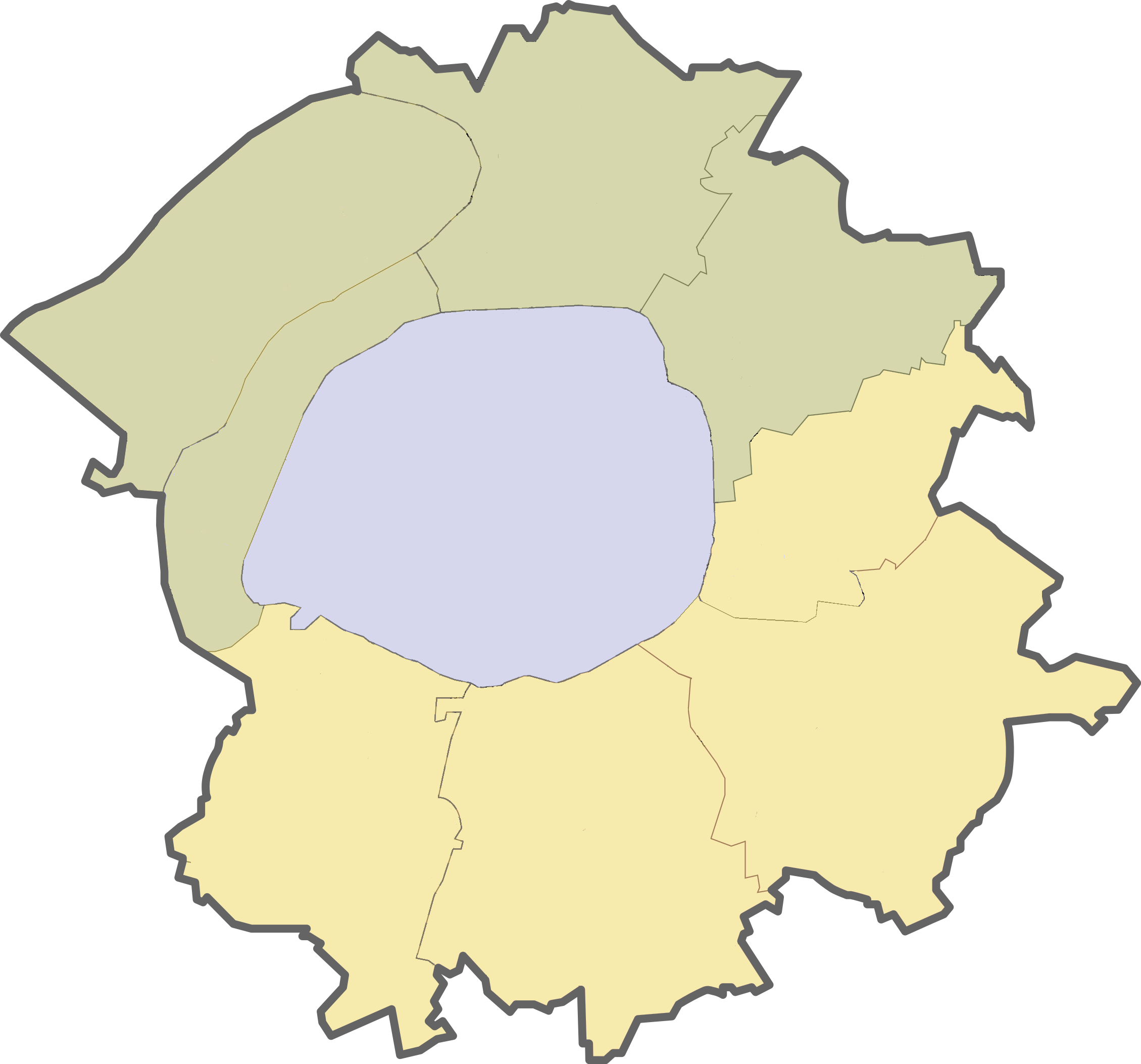
Arrondissements entre 1860 et 1893 (loi du 16 juin 1859)
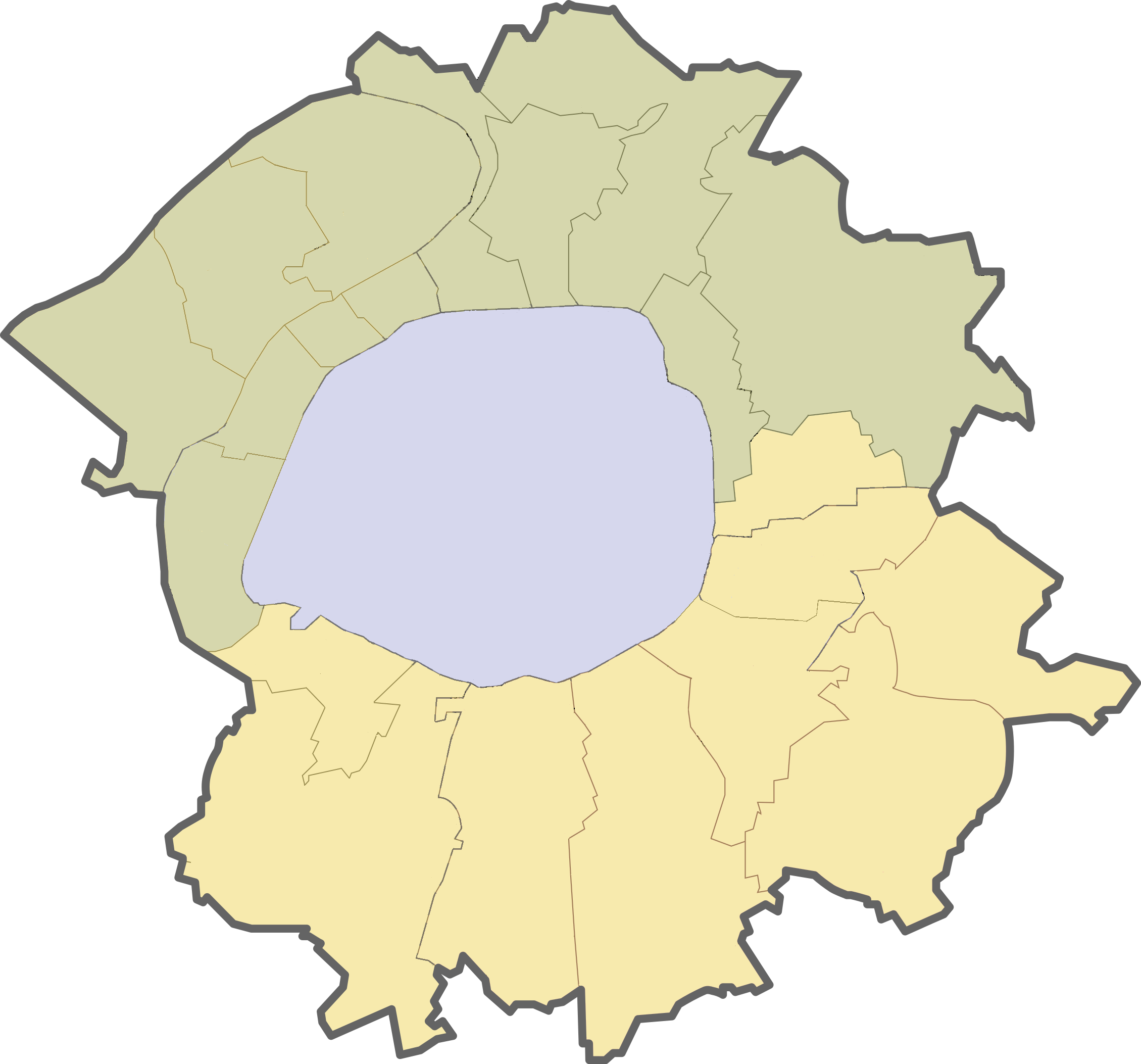
Arrondissements entre 1893 et 1908 (loi du 13 avril 1893)
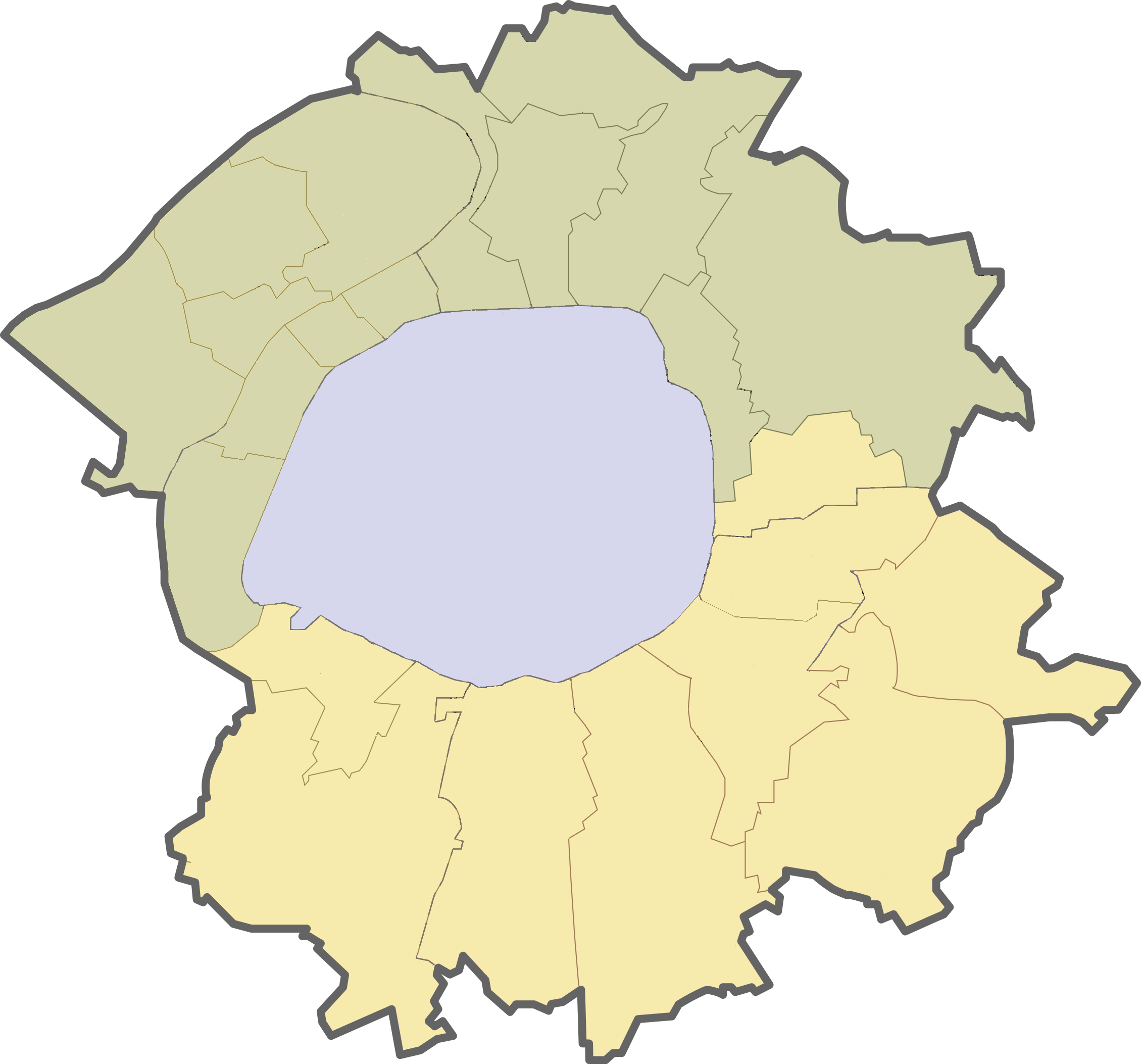
Arrondissements entre 1908 et 1929 (loi du 14 avril 1908)
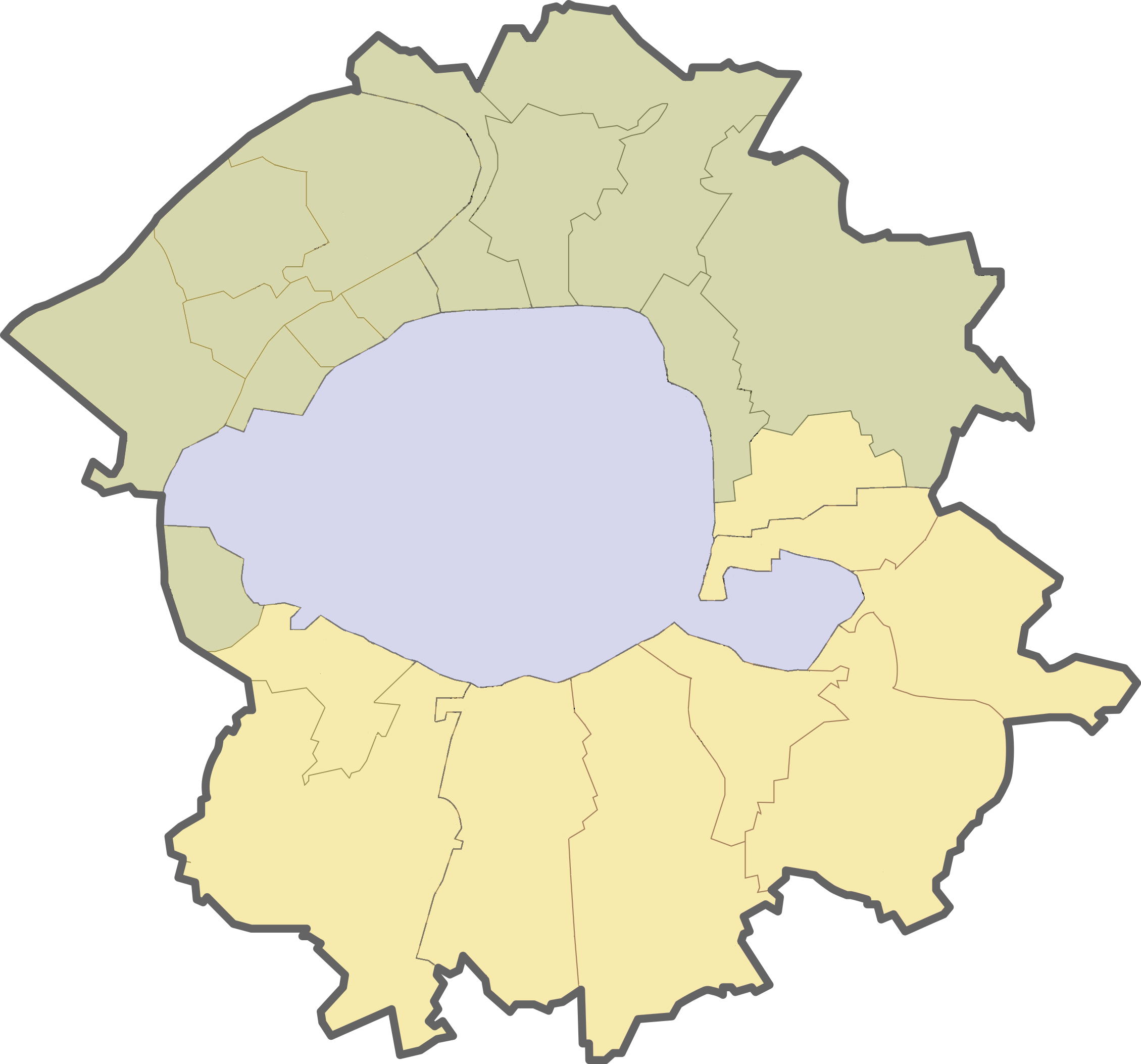
Arrondissements entre 1929 et 1968 (décrets du 3 avril 1925 et 18 avril 1929)

- Arrondissement de Paris
- Arrondissement de Saint-Denis
- Arrondissement de Sceaux

### Suppression
La loi n° 64-707 du 10 juillet 1964 portant réorganisation de la région parisienne prévoit la création des départements des Hauts-de-Seine et du Val-de-Marne, entre lesquels sont réparties les communes de l'arrondissement de Sceaux. Le 1er janvier 1967, l'arrondissement d'Antony est créé dans le futur département des Hauts-de-Seine par décret du 30 décembre 1966, reconnaissant implicitement que l'arrondissement de Sceaux n'existe plus. La ville de Sceaux exerce un recours pour excès de pouvoir contre ce décret. Son recours est rejeté par le Conseil d'État dans une décision du 18 octobre 1968 : il précise que l'arrondissement de Sceaux, « dont le maintien était incompatible avec la nouvelle structure des départements de la région parisienne fixée par cette dernière loi, doit être regardé comme ayant été supprimé par l'effet de la loi du 10 juillet 1964, qui a ainsi implicitement abrogé les dispositions qui lui étaient contraires des lois des 2 avril 1880 et 12 avril 1893 ».

## Historique des députations
Par loi du 30 novembre 1875, le scrutin d'arrondissement (uninominal majoritaire à deux tours) est établi au sein de la IIIe République. Les arrondissements possédant plus de cent mille habitants sont divisés par tranches de cent mille habitants, comme c'est le cas de l'arrondissement de Sceaux, qui possède ainsi deux députés en 1876 et jusqu'à quatre en 1936. Il s'agit du mode de scrutin des élections législatives jusqu'en 1936, excepté en 1885 et de 1919 à 1927.
| Législature | Circ | Début de mandat  | Fin de mandat     | Député | Député                  | Tendance        | Observations                                                          | Sources |
| ----------- | ---- | ---------------- | ----------------- | ------ | ----------------------- | --------------- | --------------------------------------------------------------------- | ------- |
| Ire         |      | 8 mars 1876      | 25 juin 1877      |        | Benjamin Raspail        | UR              |                                                                       |         |
| Ire         | 2e   | 8 mars 1876      | 25 juin 1877      |        | Alfred Talandier        | ExG             |                                                                       |         |
| IIe         |      | 7 novembre 1877  | 27 octobre 1881   |        | Benjamin Raspail        | UR              |                                                                       |         |
| IIe         |      | 7 novembre 1877  | 27 octobre 1881   |        | Alfred Talandier        | ExG             |                                                                       |         |
| IIIe        |      | 20 octobre 1881  | 9 novembre 1885   |        | Benjamin Raspail        | UR              |                                                                       |         |
| IIIe        |      | 20 octobre 1881  | 9 novembre 1885   |        | Alfred Talandier        | ExG             |                                                                       |         |
| Ve          | 1re  | 12 novembre 1889 | 14 octobre 1893   |        | Henri de Belleval       | Boul.           | Élection invalidée le 14 décembre 1889, réélu le 16 février 1890      |         |
| Ve          | 2e   | 12 novembre 1889 | 14 octobre 1893   |        | Jules-Ferdinand Baulard | Rad.            |                                                                       |         |
| Ve          |      | 12 novembre 1889 | 14 octobre 1893   |        | Pierre Richard          | Boul. Soc. rév. |                                                                       | [ 6 ]   |
| VIe         |      | 15 octobre 1893  | 31 mai 1898       |        | Pierre Richard          | Soc. rév.       |                                                                       | [ 6 ]   |
| VIe         | 2e   | 15 octobre 1893  | 31 mai 1898       |        | Jules-Ferdinand Baulard | Rad.            |                                                                       |         |
| VIe         | 3e   | 15 octobre 1893  | 31 mai 1898       |        | Jules Coutant-d'Ivry    | POSR            |                                                                       |         |
| VIIe        | 1re  | 1er juin 1898    | 31 mai 1902       |        | Pierre Richard          | Soc. rév.       |                                                                       | [ 6 ]   |
| VIIe        | 2e   | 1er juin 1898    | 31 mai 1902       |        | Jules-Ferdinand Baulard | PRRRS           |                                                                       |         |
| VIIe        | 3e   | 1er juin 1898    | 31 mai 1902       |        | Jules Coutant-d'Ivry    | PSR             |                                                                       |         |
| VIIe        | 4e   | 1er juin 1898    | 31 mai 1902       |        | Auguste Gervais         | PRRRS           |                                                                       |         |
| VIIIe       | 1re  | 1er juin 1902    | 19 septembre 1903 |        | Pierre Richard          | Non inscrit     | Démissionne                                                           | [ 6 ]   |
| VIIIe       | 1re  | 1903             | 24 mai 1904       |        | Ariste Hémard           | Non inscrit     | Élection partielle invalidée le 24 mai 1904                           |         |
| VIIIe       | 1re  | 24 juillet 1904  | 31 mai 1906       |        | Charles Deloncle        | PRRRS           |                                                                       |         |
| VIIIe       | 2e   | 1er juin 1902    | 31 mai 1906       |        | Adolphe Maujan          | PRRRS           |                                                                       |         |
| VIIIe       | 3e   | 1er juin 1902    | 31 mai 1906       |        | Jules Coutant-d'Ivry    | PSR             |                                                                       |         |
| VIIIe       | 4e   | 1er juin 1902    | 31 mai 1906       |        | Auguste Gervais         | PRRRS           |                                                                       |         |
| IXe         | 1re  | 1er juin 1906    | 31 mai 1910       |        | Charles Deloncle        | PRRRS           |                                                                       |         |
| IXe         | 2e   | 1er juin 1906    | 22 janvier 1909   |        | Adolphe Maujan          | PRRRS           | Élu sénateur en 1909                                                  |         |
| IXe         | 2e   | 22 janvier 1909  | 31 mai 1910       |        | Amédée Chenal           | PRRRS           |                                                                       |         |
| IXe         | 3e   | 1er juin 1906    | 31 mai 1910       |        | Jules Coutant-d'Ivry    | SFIO            |                                                                       |         |
| IXe         | 4e   | 1er juin 1906    | 22 janvier 1909   |        | Auguste Gervais         | PRRRS           | Élu sénateur en 1909                                                  |         |
| IXe         | 4e   | 22 janvier 1909  | 31 mai 1910       |        | Claude Nectoux          | SFIO            |                                                                       |         |
| Xe          | 1re  | 1er juin 1910    | 3 avril 1914      |        | Charles Deloncle        | PRRRS           | Élu sénateur en 1914, à la place d'Anathase Bassinet                  |         |
| Xe          | 2e   | 1er juin 1910    | 31 mai 1914       |        | Albert Thomas           | SFIO            |                                                                       |         |
| Xe          | 3e   | 1er juin 1910    | 31 mai 1914       |        | Amédée Chenal           | PRRRS           |                                                                       |         |
| Xe          | 4e   | 1er juin 1910    | 30 juin 1913      |        | Jules Coutant-d'Ivry    | PRS             | Décès le 30 juin 1913                                                 |         |
| Xe          | 4e   | 23 novembre 1913 | 31 mai 1914       |        | Henri Coutant           | PRS             |                                                                       |         |
| Xe          | 5e   | 1er juin 1910    | 31 mai 1914       |        | Claude Nectoux          | SFIO            |                                                                       |         |
| XIe         | 1re  | 1er juin 1914    | 7 décembre 1919   |        | Paul Poncet             | SFIO            |                                                                       | [ 7 ]   |
| XIe         | 2e   | 1er juin 1914    | 7 décembre 1919   |        | Albert Thomas           | SFIO            |                                                                       | [ 7 ]   |
| XIe         | 3e   | 1er juin 1914    | 7 décembre 1919   |        | Barthélémy Mayéras      | SFIO            |                                                                       | [ 7 ]   |
| XIe         | 4e   | 1er juin 1914    | 7 décembre 1919   |        | Henri Coutant           | PRS             |                                                                       | [ 7 ]   |
| XIe         | 5e   | 1er juin 1914    | 7 décembre 1919   |        | Jean Longuet            | SFIO            |                                                                       | [ 7 ]   |
| XIe         | 6e   | 1er juin 1914    | 7 décembre 1919   |        | Claude Nectoux          | SFIO            |                                                                       | [ 7 ]   |
| XIVe        | 1re  | 1er juin 1928    | 31 mai 1932       |        | Alfred Nomblot          | AD              |                                                                       | [ 8 ]   |
| XIVe        | 2e   | 1er juin 1928    | 31 mai 1932       |        | Gustave Doussain        | ARGRI           |                                                                       |         |
| XIVe        | 3e   | 1er juin 1928    | 31 mai 1932       |        | Jean Goy                | GSR             |                                                                       | [ 9 ]   |
| XIVe        | 4e   | 1er juin 1928    | 31 mai 1932       |        | Adolphe Chéron          | GR              |                                                                       |         |
| XIVe        | 5e   | 1er juin 1928    | 31 mai 1932       |        | Georges Barillet        | PRRRS           |                                                                       | [ 10 ]  |
| XIVe        | 6e   | 1er juin 1928    | 31 mai 1932       |        | Antonin Brocard         | Indépendants    |                                                                       | [ 10 ]  |
| XVe         | 1re  | 1er juin 1932    | 31 mai 1936       |        | Jean Longuet            | SFIO            |                                                                       | [ 8 ]   |
| XVe         | 2e   | 1er juin 1932    | 31 mai 1936       |        | Gustave Doussain        | ARGRI           |                                                                       |         |
| XVe         | 3e   | 1er juin 1932    | 31 mai 1936       |        | Jean Goy                | GR              |                                                                       |         |
| XVe         | 4e   | 1er juin 1932    | 31 mai 1936       |        | Adolphe Chéron          | GR              |                                                                       |         |
| XVe         | 5e   | 1er juin 1932    | 31 mai 1936       |        | Marcel Capron           | PCF             |                                                                       | [ 10 ]  |
| XVe         | 6e   | 1er juin 1932    | 31 mai 1936       |        | Maurice Thorez          | PCF             |                                                                       | [ 10 ]  |
| XVIe        | 1re  | 1er juin 1936    | 21 janvier 1940   |        | Jacques Duclos          | PCF             | Les députés communistes sont déchus de leur mandat le 21 janvier 1940 |         |
| XVIe        | 2e   | 1er juin 1936    | 31 mai 1942       |        | Gustave Doussain        | ARGRI           |                                                                       |         |
| XVIe        | 3e   | 1er juin 1936    | 31 mai 1942       |        | Gaston Allemane         | SFIO            |                                                                       |         |
| XVIe        | 4e   | 1er juin 1936    | 21 janvier 1940   |        | André Parsal            | PCF             | Les députés communistes sont déchus de leur mandat le 21 janvier 1940 |         |
| XVIe        | 5e   | 1er juin 1936    | 31 mai 1942       |        | Marcel Capron           | POPF            |                                                                       |         |
| XVIe        | 6e   | 1er juin 1936    | 21 janvier 1940   |        | Maurice Thorez          | PCF             | Les députés communistes sont déchus de leur mandat le 21 janvier 1940 |         |
| XVIe        | 8e   | 1er juin 1936    | 10 août 1937      |        | Paul Vaillant-Couturier | PCF             | Décès le 10 octobre 1937                                              | [ 10 ]  |
| XVIe        | 8e   | 12 décembre 1937 | 21 janvier 1940   |        | Raymond Guyot           | PCF             | Les députés communistes sont déchus de leur mandat le 21 janvier 1940 |         |
| XVIe        |      | 1er juin 1936    | 21 janvier 1940   |        | Albert Petit            | PCF             | Les députés communistes sont déchus de leur mandat le 21 janvier 1940 |         |
| XVIe        |      | 1er juin 1936    | 21 janvier 1940   |        | Léon Piginnier          | PCF             | Les députés communistes sont déchus de leur mandat le 21 janvier 1940 |         |

## Liste des sous-préfets
| Période      | Période         | Identité                              | Fonction précédente                 | Observation |
| ------------ | --------------- | ------------------------------------- | ----------------------------------- | ----------- |
| 6 avril 1815 | 14 juillet 1815 | Jean-Joseph-Aimé Esnou de Saint-Céran | Référendaire à la Cour des comptes. |             |